# AFI's 100 Years...100 Thrills
Parte a seriei AFI's 100 Years, AFI 100 Years…100 Thrills este o listă cu cele mai înfiorătoare 100 de filme din cinematografia americană. Institutul American de Film a realizat această listă la 12 iunie 2000, Harrison Ford prezentând-o pe CBS. În această categorie au fost nominalizate 400 de filme, dintre care 100 au fost selectate.

## Lista

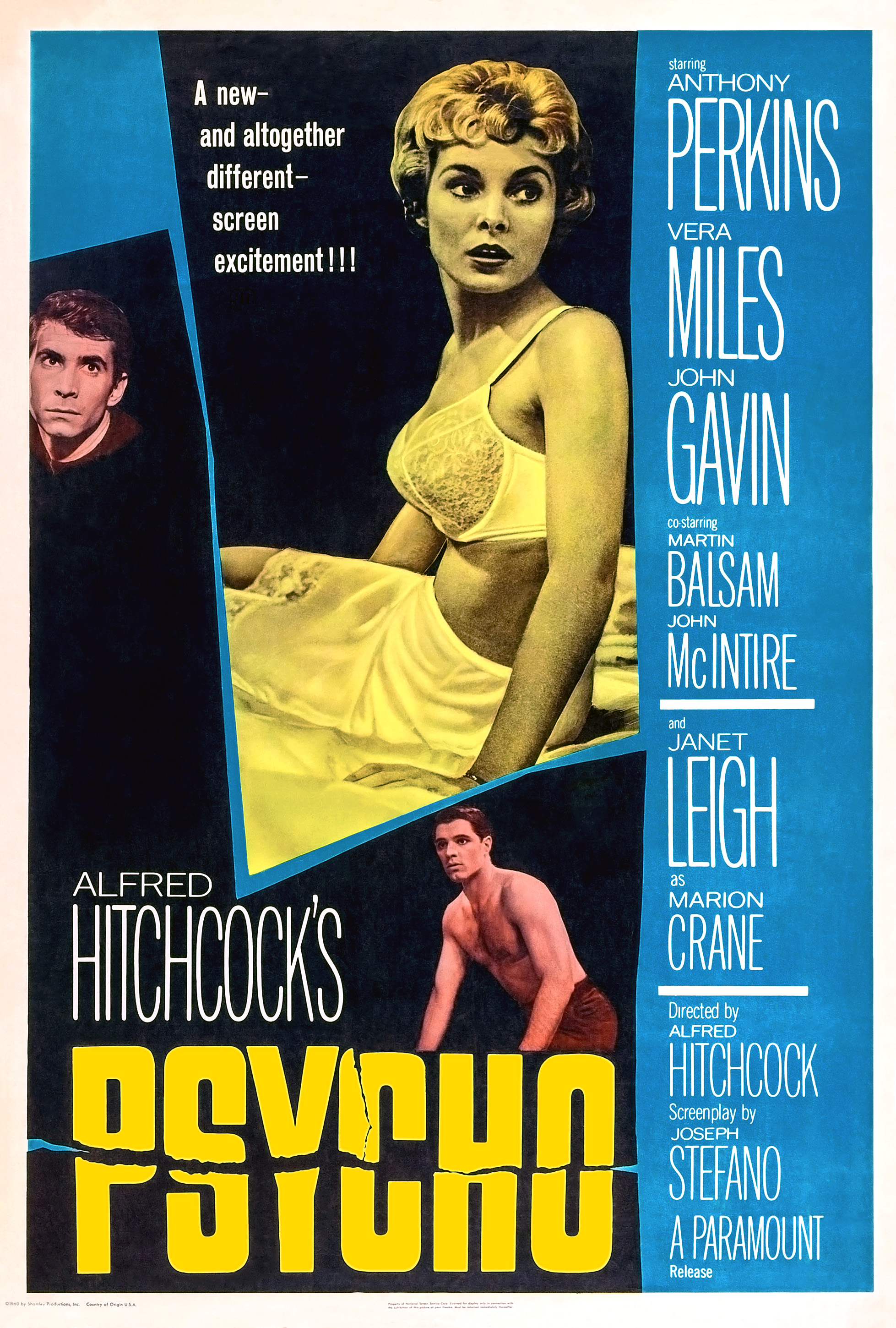
Psycho (1960)

| #    | Film                               | An   |
| ---- | ---------------------------------- | ---- |
| 1.   | Psycho                             | 1960 |
| 2.   | Jaws                               | 1975 |
| 3.   | The Exorcist                       | 1973 |
| 4.   | North by Northwest                 | 1959 |
| 5.   | The Silence of the Lambs           | 1991 |
| 6.   | Alien                              | 1979 |
| 7.   | The Birds                          | 1963 |
| 8.   | The French Connection              | 1971 |
| 9.   | Rosemary's Baby                    | 1968 |
| 10.  | Raiders of the Lost Ark            | 1981 |
| 11.  | The Godfather                      | 1972 |
| 12.  | King Kong                          | 1933 |
| 13.  | Bonnie and Clyde                   | 1967 |
| 14.  | Rear Window                        | 1954 |
| 15.  | Deliverance                        | 1972 |
| 16.  | Chinatown                          | 1974 |
| 17.  | The Manchurian Candidate           | 1962 |
| 18.  | Vertigo                            | 1958 |
| 19.  | The Great Escape                   | 1963 |
| 20.  | High Noon                          | 1952 |
| 21.  | A Clockwork Orange                 | 1971 |
| 22.  | Taxi Driver                        | 1976 |
| 23.  | Lawrence of Arabia                 | 1962 |
| 24.  | Double Indemnity                   | 1944 |
| 25.  | Titanic                            | 1997 |
| 26.  | The Maltese Falcon                 | 1941 |
| 27.  | Star Wars                          | 1977 |
| 28.  | Fatal Attraction                   | 1987 |
| 29.  | The Shining                        | 1980 |
| 30.  | The Deer Hunter                    | 1978 |
| 31.  | Close Encounters of the Third Kind | 1977 |
| 32.  | Strangers on a Train               | 1951 |
| 33.  | The Fugitive                       | 1993 |
| 34.  | The Night of the Hunter            | 1955 |
| 35.  | Jurassic Park                      | 1993 |
| 36.  | Bullitt                            | 1968 |
| 37.  | Casablanca                         | 1942 |
| 38.  | Notorious                          | 1946 |
| 39.  | Die Hard                           | 1988 |
| 40.  | 2001: A Space Odyssey              | 1968 |
| 41.  | Dirty Harry                        | 1971 |
| 42.  | The Terminator                     | 1984 |
| 43.  | The Wizard of Oz                   | 1939 |
| 44.  | E.T. the Extra-Terrestrial         | 1982 |
| 45.  | Saving Private Ryan                | 1998 |
| 46.  | Carrie                             | 1976 |
| 47.  | Invasion of the Body Snatchers     | 1956 |
| 48.  | Dial M for Murder                  | 1954 |
| 49.  | Ben-Hur                            | 1959 |
| 50.  | Marathon Man                       | 1976 |
| 51.  | Raging Bull                        | 1980 |
| 52.  | Rocky                              | 1976 |
| 53.  | Pulp Fiction                       | 1994 |
| 54.  | Butch Cassidy and the Sundance Kid | 1969 |
| 55.  | Wait Until Dark                    | 1967 |
| 56.  | Frankenstein                       | 1931 |
| 57.  | All the President's Men            | 1976 |
| 58.  | The Bridge on the River Kwai       | 1957 |
| 59.  | Planet of the Apes                 | 1968 |
| 60.  | The Sixth Sense                    | 1999 |
| 61.  | Cape Fear                          | 1962 |
| 62.  | Spartacus                          | 1960 |
| 63.  | What Ever Happened to Baby Jane?   | 1962 |
| 64.  | Touch of Evil                      | 1958 |
| 65.  | The Dirty Dozen                    | 1967 |
| 66.  | The Matrix                         | 1999 |
| 67.  | The Treasure of the Sierra Madre   | 1948 |
| 68.  | Halloween                          | 1978 |
| 69.  | The Wild Bunch                     | 1969 |
| 70.  | Dog Day Afternoon                  | 1975 |
| 71.  | Goldfinger                         | 1964 |
| 72.  | Platoon                            | 1986 |
| 73.  | Laura                              | 1944 |
| 74.  | Blade Runner                       | 1982 |
| 75.  | The Third Man                      | 1949 |
| 76.  | Thelma & Louise                    | 1991 |
| 77.  | Terminator 2: Judgment Day         | 1991 |
| 78.  | Gaslight                           | 1944 |
| 79.  | The Magnificent Seven              | 1960 |
| 80.  | Rebecca                            | 1940 |
| 81.  | The Omen                           | 1976 |
| 82.  | The Day the Earth Stood Still      | 1951 |
| 83.  | The Phantom of the Opera           | 1925 |
| 84.  | Poltergeist                        | 1982 |
| 85.  | Dracula                            | 1931 |
| 86.  | The Picture of Dorian Gray         | 1945 |
| 87.  | The Thing from Another World       | 1951 |
| 88.  | 12 Angry Men                       | 1957 |
| 89.  | The Guns of Navarone               | 1961 |
| 90.  | The Poseidon Adventure             | 1972 |
| 91.  | Braveheart                         | 1995 |
| 92.  | Body Heat                          | 1981 |
| 93.  | Night of the Living Dead           | 1968 |
| 94.  | The China Syndrome                 | 1979 |
| 95.  | Full Metal Jacket                  | 1987 |
| 96.  | Blue Velvet                        | 1986 |
| 97.  | Safety Last!                       | 1923 |
| 98.  | Blood Simple                       | 1984 |
| 99.  | Speed                              | 1994 |
| 100. | The Adventures of Robin Hood       | 1938 |

## Criterii
- Feature-Length Fiction Film: The film must be in narrative format, typically more than 60 minutes long.
- American Film: The film must be in the English language with significant creative and/or financial production elements from the United States.
- Thrills: Regardless of genre, the total adrenaline-inducing impact of a film’s artistry and craft must create an experience that engages our bodies as well as our minds.
- Legacy: Films whose "thrills" have enlivened and enriched America’s film heritage while continuing to inspire contemporary artists and audiences.